# Paraphiloscia mendanai
Paraphiloscia mendanai är en kräftdjursart som beskrevs av Albert Vandel1973. Paraphiloscia mendanai ingår i släktet Paraphiloscia och familjen Philosciidae. Inga underarter finns listade i Catalogue of Life.